# Human Highway
Pour plus de détails, voir Fiche technique et Distribution.
Human Highway est un film américain réalisé par Neil Young et Dean Stockwell, sorti en 1982.

## Synopsis
Clients et employés passent le temps dans le diner d'une petit station service proche d'une centrale nucléaire, inconscients que c'est le dernier jour de l'humanité.

## Fiche technique
- Titre : Human Highway
- Réalisation : Neil Young (sous le pseudonyme Bernard Shakey) et Dean Stockwell
- Scénario : Neil Young, Jeanne Field, Dean Stockwell, Russ Tamblyn et James Beshears
- Photographie : David Myers
- Montage : James Beshears
- Production : L.A. Johnson
- Société de production : Shakey Pictures
- Société de distribution : Shakey Pictures
- Pays :  États-Unis
- Genre : Comédie dramatique et science-fiction
- Durée : 88 minutes
- Dates de sortie : 
  -  États-Unis : Septembre 1982

## Distribution
- Neil Young : Lionel Switch / Frankie Fontaine
- Russ Tamblyn : Fred Kelly
- Dean Stockwell : Otto Quartz
- Dennis Hopper : Cracker / Stranger
- Charlotte Stewart : Charlotte Goodnight
- Sally Kirkland : Kathryn
- Geraldine Baron : Irene
- Gerald Casale : Nettoyeur nucléaire
- Mark Mothersbaugh : Nettoyeur nucléaire / Booji Boy
- Bob Casale : Nettoyeur nucléaire
- Robert Mothersbaugh : Nettoyeur nucléaire
- Alan Myers : Nettoyeur nucléaire
- Pegi Young : Biker Girl
- Mickey Fox : Mme. Robinson
- Danny Tucker : Arthur
- David Blue : Earl Duke
- Elliot Roberts : Whitlow Kingsley
- Yoko Arimiche : Yoko

## Accueil
Le film a été mal accueilli par la critique lors de sa présentation.